# كليفورد جوزيف
كليفورد جوزيف (بالإنجليزية: Clifford Joseph)‏ (26 سبتمبر 1978 بدومينيكا - ) هو لاعب كرة قدم دومينيكي في مركز الوسط. شارك مع منتخب دومينيكا لكرة القدم ومنتخب مونتسرات لكرة القدم. أما مع النوادي، فقد لعب مع Ideal SC ‏.

## وصلات خارجية
- كليفورد جوزيف على موقع الاتحاد الدولي (مؤرشف)  (الإنجليزية)
- كليفورد جوزيف على موقع قاعدة بيانات كرة القدم.إي يو (الإنجليزية)
- كليفورد جوزيف على موقع ناشيونال فوتبول تيمز (الإنجليزية)